# L'Alícia i en Lewis
L'Alícia i en Lewis (títol original, Alice & Lewis) és una sèrie d'animació italofrancesa produïda per MOBO Digital Factory i BlueSpirit Productions en associació amb Rai Ragazzi, dirigida per Bernard Ling. Al Regne Unit s'emet per Boomerang, a França per TF1 i a Itàlia per Nick Jr. i Rai Yoyo. La caricatura està inspirada en els llibres de Lewis Carroll. S'ha doblat al català pel canal Super3.

## Sinopsi
L'Alícia és una nena de sis anys amb una clau màgica que la porta al País de les Meravelles. En aquest món coneix el conill Lewis i els dos aviat es converteixen en millors amics.